# Italijansko nogometno prvenstvo 1903
Italijansko nogometno prvenstvo 1903.
Zmagovalec prvenstva je bila Genoa C.F.C.

## Kvalifikacije
| Ekipa #1 | Rez. | Ekipa #2      |
| -------- | ---- | ------------- |
| Juventus | 5-0  | F.C. Torinese |
| Juventus | 2-1  | Audace Torino |
| Juventus | 7-1  | Andrea Doria  |
| Milano   | 0-2  | Juventus      |

## Finale
13. april
| Ekipa #1 | Rez. | Ekipa #2 |
| -------- | ---- | -------- |
| Genoa    | 3-0  | Juventus |